# Conraua sagyimase
Conraua sagyimase — вид жаб родини Conrauidae. Описаний у 2021 році.

## Поширення
Ендемік Гани. Поширений лише у лісовому заповіднику хребта Атева на півдні країни.

## Етимологія
Видова назва sagyimase вшановує мешканців невеликої громади Саджумасі, які у 2006—2007 роках боролися проти видобутку корисних копалин у заповідному регіоні.